# 1478
1478. је била проста година.

## Догађаји

### Фебруар
- 18. фебруар — Брат енглеског краља Едварда IV, Џорџ, војвода од Кларенса, осуђен због издаје, убијен је у Тауеру у Лондону тако што је удављен у бурету вина.

### Април
- 26. април — Паци завера

### Јул
- Битка код Глине (1478)

## Смрти
- Википедија:Непознат датум — Свети Зосим - хришћански светитељ.
- Википедија:Непознат датум — Преподобни Пафнутије Боровски - хришћански светитељ